# It Ain't Me, Babe
It Ain't Me Babe Comix es un cómic underground one-shot publicado en 1970. Es el primer cómic producido íntegramente por mujeres. Fue coproducido por Trina Robbins y Barbara "Willy" Mendes, y publicada por Last Gasp. Robbins y otros miembros del personal de un periódico feminista de Berkeley, California, también llamado It Ain't Me, Babe, contribuyeron. Muchas de las creadoras del cómic It Ain't Me Babe contribuyeron posteriormente a la serie de larga duración Wimmen's Comix. 

## Trasfondo
Las dibujantes Robbins, Mendes y "Hurricane" Nancy Kalish (que a veces firmaba sus obras como "Panzika") estaban frustradas con la atmósfera de club de chicos del cómic underground, que estaba dominado por artistas masculinos que se enorgullecían de sus representaciones de sexo, drogas y rock & roll, y la misoginia casual típica de esas historias. Las editoras reclutaron a otras colaboradoras, entre ellas Carol Kalish, Lisa Lyons (dibujante de un periódico socialista), Meredith Kurtzman (dibujante e hija del creador de la revista Mad, Harvey Kurtzman) y Michele Brand (esposa de Roger Brand y, según Robbins, "una mejor artista").
El editor de Last Gasp, Ron Turner, estaba interesado en publicar un cómic vinculado al movimiento de liberación de la mujer y le pagó a Robbins 1.000 dólares por los derechos de publicación.

## Historial de publicaciones
El one-shot de 36 páginas se publicó en julio de 1970. La portada de la primera impresión presentaba a Olive Oyl, Little Lulu, Wonder Woman, Sheena, Reina de la Selva, Mary Marvel y Elsie the Cow sobre un fondo azul y fucsia con las palabras "liberación de la mujer"; la segunda y tercera portada presentaban los mismos personajes sobre un fondo azul oscuro y verde. La primera tirada vendió 20.000 ejemplares; la segunda y la tercera, 10.000 cada una. 
It Ain't Me, Babe fue reimpreso en The Complete Wimmen's Comix, publicado por Fantagraphics Books en febrero de 2016.

## Legado
El éxito de It Ain't Me, Babe llevó a Turner a pedirle a dos de sus empleadas, Patricia Moodian y Terre Richards—que se asoció con Robbins—que reclutaran creadoras para otro cómic de liberación femenina, que en 1972 se convirtió en el Wimmen's Comix Collective. 